# الجعملة (صعدة)
الجعمله هي إحدى قرى الجمهورية اليمنية. وهي تتبع جغرافيًا لمحافظة صعدة. وإداريًا لمديرية مجز. يبلغ تعداد سكانها 3919 نسمة حسب الإحصاء الذي جرى عام 2004.